# Kloster Cercamp
Das Kloster Cercamp (lateinisch Carus Campus) ist eine ehemalige Zisterzienserabtei in der Gemeinde Frévent im Département Pas-de-Calais, Region Hauts-de-France, in Frankreich. Das Kloster liegt rund 14 km südlich von Saint-Pol-sur-Ternoise.

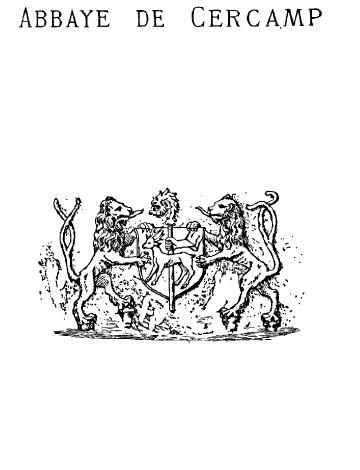
Abteiwappen (Druck 1878)

## Geschichte
Das Kloster wurde 1137 von Graf Hugo III. Candavène von Saint-Pol als Tochter der Primarabtei Pontigny gestiftet. 1147 war der erste Klosterbau vollendet, die Kirche, die Grablege der Grafen von Saint-Pol, folgte ab 1150. 1558 fanden in dem Kloster die Vorverhandlungen für den Frieden von Cateau-Cambrésis statt. Zu den Äbten des Klosters gehörten Kardinal Mazarin und Alexandre Angélique de Talleyrand-Périgord. Bis 1775 wurde das Kloster neu erbaut. Während der Französischen Revolution wurde es 1790 aufgelöst, anschließend verkauft und weitgehend abgebrochen. Heute beherbergt es eine Erziehungseinrichtung.

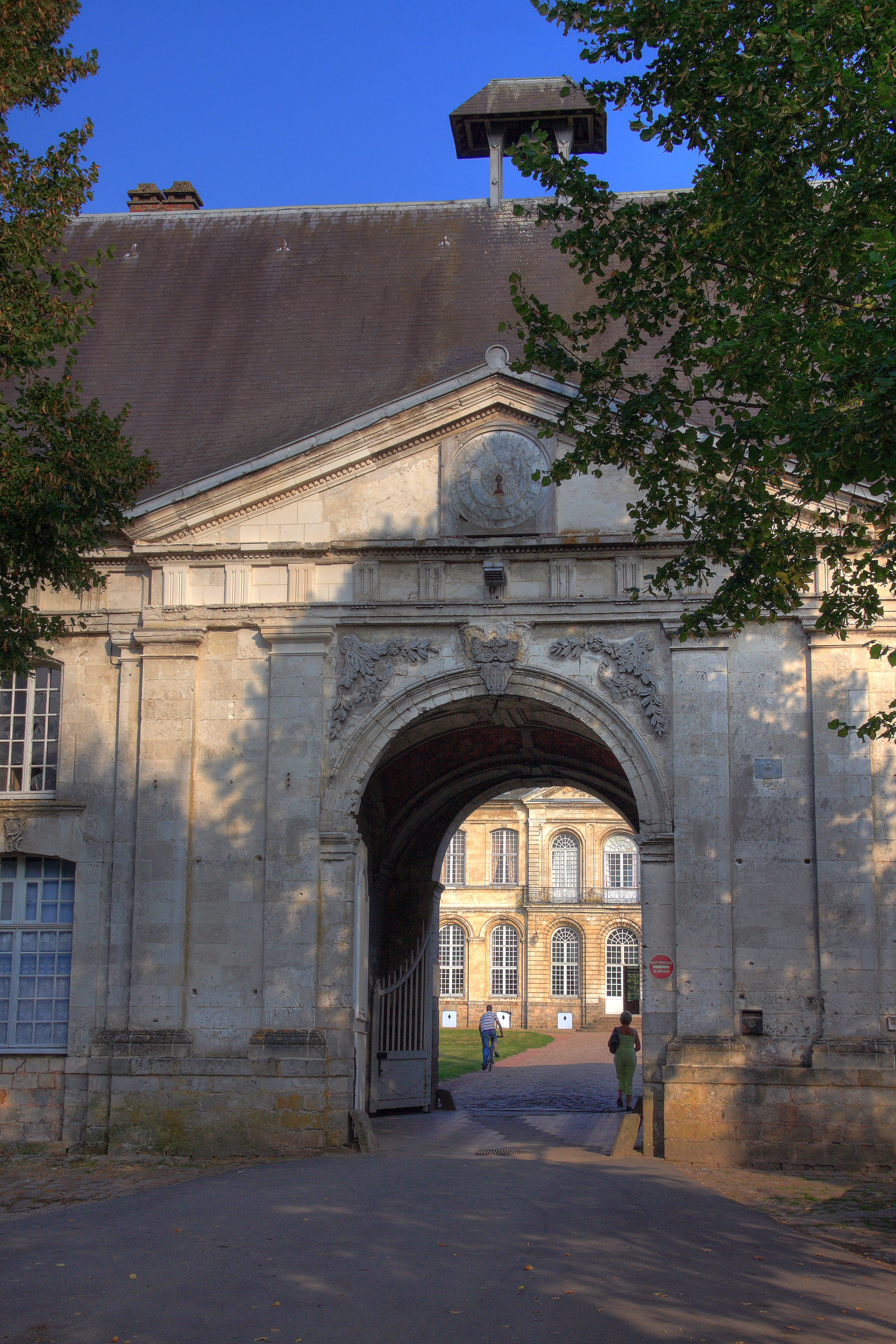
Eingangspavillon zur ehemaligen Abtei (heute Schloss)

## Bauten und Anlage
Erhalten sind der hufeisenförmige Eingangspavillon und der Gästebau aus dem Jahr 1740. Von der 94 m langen Kirche sind geringe Reste erhalten. Der als Schloss bezeichnete, von dem Architekten Raoul Coigniard errichtete zweistöckige Gästebau (Monument historique seit 1946) weist einen vorspringenden, dreiachsigen Mittelrisalit auf.